# Vitorlázás a 2010. évi nyári ifjúsági olimpiai játékokon
A 2010. évi nyári ifjúsági olimpiai játékokon a vitorlázás versenyszámainak Szingapúrban a National Sailing Centre adott otthont augusztus 17.–25. között. A fiúknál és a lányoknál is egyszemélyes dinghy (Byte CII) és szörfvitorlázás (Techno 293) versenyszámokban avattak ifjúsági olimpiai bajnokot, így összesen 4 versenyszámot rendeztek.

## Éremtáblázat
| A 2010. évi nyári ifjúsági olimpiai játékok éremtáblázata vitorlázásban | A 2010. évi nyári ifjúsági olimpiai játékok éremtáblázata vitorlázásban | A 2010. évi nyári ifjúsági olimpiai játékok éremtáblázata vitorlázásban | A 2010. évi nyári ifjúsági olimpiai játékok éremtáblázata vitorlázásban | A 2010. évi nyári ifjúsági olimpiai játékok éremtáblázata vitorlázásban | Olimpia  |
| ----------------------------------------------------------------------- | ----------------------------------------------------------------------- | ----------------------------------------------------------------------- | ----------------------------------------------------------------------- | ----------------------------------------------------------------------- | -------- |
|                                                                         | Ország                                                                  | Arany                                                                   | Ezüst                                                                   | Bronz                                                                   | Összesen |
| 1.                                                                      | Amerikai Virgin-szigetek (ISV)                                          | 1                                                                       | 0                                                                       | 0                                                                       | 1        |
| 1.                                                                      | Ausztria (AUT)                                                          | 1                                                                       | 0                                                                       | 0                                                                       | 1        |
| 1.                                                                      | Izrael (ISR)                                                            | 1                                                                       | 0                                                                       | 0                                                                       | 1        |
| 1.                                                                      | Thaiföld (THA)                                                          | 1                                                                       | 0                                                                       | 0                                                                       | 1        |
|                                                                         |                                                                         |                                                                         |                                                                         |                                                                         |          |
| 5.                                                                      | Németország (GER)                                                       | 0                                                                       | 1                                                                       | 1                                                                       | 2        |
| 6.                                                                      | Hollandia (NED)                                                         | 0                                                                       | 1                                                                       | 0                                                                       | 1        |
| 6.                                                                      | Hongkong (HKG)                                                          | 0                                                                       | 1                                                                       | 0                                                                       | 1        |
| 6.                                                                      | Olaszország (ITA)                                                       | 0                                                                       | 1                                                                       | 0                                                                       | 1        |
|                                                                         |                                                                         |                                                                         |                                                                         |                                                                         |          |
| 9.                                                                      | Holland Antillák (AHO)                                                  | 0                                                                       | 0                                                                       | 1                                                                       | 1        |
| 9.                                                                      | Nagy-Britannia (GBR)                                                    | 0                                                                       | 0                                                                       | 1                                                                       | 1        |
| 9.                                                                      | Szingapúr (SIN)                                                         | 0                                                                       | 0                                                                       | 1                                                                       | 1        |
|                                                                         |                                                                         |                                                                         |                                                                         |                                                                         |          |
| Összesen                                                                | Összesen                                                                | 4                                                                       | 4                                                                       | 4                                                                       | 12       |

## Érmesek

### Fiú
| Versenyszám                                                | Arany                                        | Arany | Ezüst                                     | Ezüst | Bronz                                     | Bronz |
| ---------------------------------------------------------- | -------------------------------------------- | ----- | ----------------------------------------- | ----- | ----------------------------------------- | ----- |
| Egyszemélyes dinghy (Byte CII) Döntő: augusztus 25., 12:05 | Ian Barrows · Amerikai Virgin-szigetek (ISV) | 44    | Florian Haufe · Németország (GER)         | 60    | Just van Aanholt · Holland Antillák (AHO) | 62    |
| Szörfvitorlázás (Techno 293) Döntő: augusztus 25., 12:05   | Mayan Rafic · Izrael (ISR)                   | 22    | Chun Leung Michael Cheng · Hongkong (HKG) | 31    | Kieran Martin · Nagy-Britannia (GBR)      | 32    |

### Lány
| Versenyszám                                                | Arany                                   | Arany | Ezüst                                  | Ezüst | Bronz                                 | Bronz |
| ---------------------------------------------------------- | --------------------------------------- | ----- | -------------------------------------- | ----- | ------------------------------------- | ----- |
| Egyszemélyes dinghy (Byte CII) Döntő: augusztus 25., 12:00 | Lara Vadlau · Ausztria (AUT)            | 27    | Daphne van der Vaart · Hollandia (NED) | 41    | Constanze Stolz · Németország (GER)   | 57    |
| Szörfvitorlázás (Techno 293) Döntő: augusztus 25., 12:00   | Siripon Kaewduang-Ngam · Thaiföld (THA) | 22    | Veronica Fanciulli · Olaszország (ITA) | 39    | Audrey Pei Lin Yong · Szingapúr (SIN) | 43    |